# Малинкино (Омская область)
Малинкино — деревня в Муромцевском районе Омской области России. Входит в состав Курганского сельского поселения.

## История
Основана в 1818 г. В 1928 году деревня Малинкина состояла из 58 хозяйств, основное население — русские. В составе Колобовского сельсовета Мало-Красноярского района Барабинского округа Сибирского края.
В соответствии с Законом Омской области от 30 июля 2004 года № 548-ОЗ «О границах и статусе муниципальных образований Омской области» деревня вошла в состав образованного муниципального образования «Курганское сельское поселение».

## Население
| 1926 | 2010 |
| ---- | ---- |
| 314  | ↘22  |

Гендерный состав
По данным Всероссийской переписи населения 2010 года в гендерной структуре населения из 22 человек мужчин — 12, женщин — 10	(54,5 и 45,5 % соответственно)
Национальный состав
В 1928 году основное население — русские.
Согласно результатам переписи 2002 года, в национальной структуре населения русские составляли 96 % от общей численности населения в 52 чел..

## Инфраструктура
Личное подсобное хозяйство.

## Транспорт
Просёлочные дороги.